# الإنترنت في الولايات المتحدة
نشأت الإنترنت في الولايات المتحدة من شبكة أربانت، وهي شبكة ترعاها وكالة مشاريع البحوث المتطورة الدفاعية التابعة لوزارة الدفاع الأمريكية خلال ستينيات القرن العشرين. وقد وفر الإنترنت في الولايات المتحدة بدوره الأساس لإنترنت اليوم في جميع أنحاء العالم. يتم توفير الوصول إلى الإنترنت في الولايات المتحدة إلى حد كبير من قبل القطاع الخاص ويتوفر في مجموعة متنوعة من الأشكال، وباستخدام مجموعة متنوعة من التقنيات، في نطاق واسع من السرعات والتكاليف. في عام 2015، كان 97.5٪ من الأمريكيين يستخدمون الإنترنت، محتلة بذلك المرتبة الرابعة في الولايات المتحدة من بين 211 دولة في العالم. تحتل الولايات المتحدة المرتبة الأولى في العالم بعدد مزودي الخدمة البالغ 7000 وفقًا لوكالة المخابرات المركزية.
تتضمن أسماء نطاقات المستوى الأعلى للإنترنت الخاصة بالولايات المتحدة .us و.edu و.gov و.mil و.as (ساموا الأمريكية) و .gu (غوام) و.mp (جزر ماريانا الشمالية) و .pr (بورتوريكو) و .vi (جزر فيرجين الأمريكية). تستخدم العديد من المؤسسات والأفراد في الولايات المتحدة أيضًا نطاقات المستوى الأعلى العامة، مثل .com و.net و.org و .name [الإنجليزية] وغير ذلك.

## نظرة عامة

### الوصول والسرعة

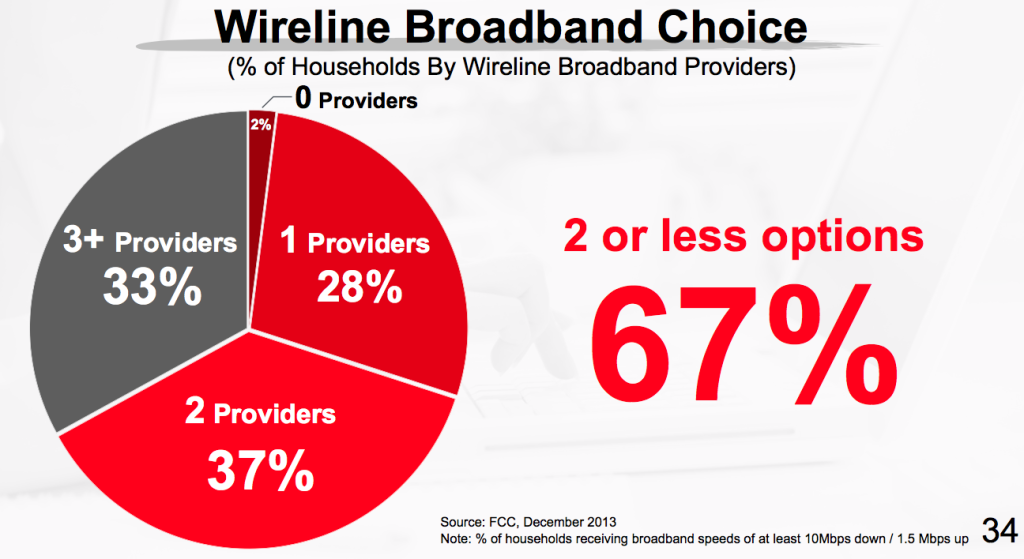
خيارات مزودي الخدمة المتاحة للأميركيين

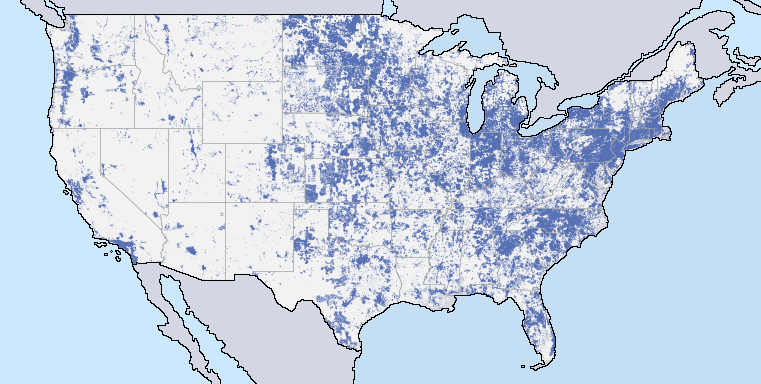
يُتيح توفر النطاق الترددي العريض النطاق المواقع التي تبلغ فيها أقصى سرعة للإعلان المعلن عنها 3 ميغابت/ثانية أو أكثر (ديسمبر 2012)

يمكن تقسيم الوصول إلى الإنترنت إلى الاتصال الهاتفي وإتصال النطاق العريض. في بداية القرن الحادي والعشرين، كان الوصول في معظم المناطق السكنية عن طريق الاتصال الهاتفي، في حين كان الوصول في الشركات عادة عن طريق اتصالات عالية السرعة. في السنوات اللاحقة انخفض الطلب الهاتفي لصالح اتصال النطاق العريض. يستخدم كلا النوعين من الوصول بشكل عام مودم، يحول البيانات الرقمية إلى تناظرية للإرسال عبر شبكة تماثلية معينة (مثل شبكات الهاتف أو الكبلات).
اتصال الطلب الهاتفي هو اتصال بالإنترنت من خلال خط الهاتف، والذي ينشئ رابط شبه دائم بالإنترنت. يعمل على قناة واحدة، فإنه يحتكر خط الهاتف وهو أبطأ طريقة للوصول إلى الإنترنت. غالبًا ما يكون الطلب الهاتفي هو الشكل الوحيد للوصول إلى الإنترنت في المناطق الريفية لأنه لا يتطلب بنية تحتية غير شبكة الهاتف الموجودة بالفعل. عادةً لا تتجاوز اتصالات الطلب الهاتفي سرعة تصل إلى 56 كيلوبت/ثانية، لأنها مصنوعة بشكل أساسي عبر مودم 56 كيلوبت. منذ منتصف عام 2000، أصبحت هذه التكنولوجيا قديمة في معظم الدول المتقدمة.
يشمل النفاذ إلى النطاق العريض نطاقًا واسعًا من السرعة والتقنيات، وكل ذلك يوفر وصولًا أسرع إلى الإنترنت من الاتصال الهاتفي. كان مصطلح «النطاق العريض» ذات مرة معنى تقنياً، ولكن في كثير من الأحيان يتم استخدامه كطرف دعاية تسويقية يعني ببساطة «أسرع». اتصالات النطاق العريض متصلة أو دائمة التشغيل دون الحاجة إلى الاتصال والتعليق، ولا تحتكر خطوط الهاتف. وتشمل الأنواع الشائعة للنفاذ عريض النطاق خط المشترك الرقمي (DSL)، والوصول إلى الإنترنت بالكابل [الإنجليزية]، والوصول إلى الإنترنت عبر الأقمار الصناعية، والنطاق العريض المتنقل [الإنجليزية] عن طريق الهواتف المحمولة وغيرها من الأجهزة المحمولة وغيرها الكثير. في عام 2015، حددت هيئة الاتصالات الفيدرالية (FCC) النطاق العريض كأي اتصال بسرعة تنزيل لا تقل عن 25 ميغابت/ثانية وسرعة تحميل لا تقل عن 3 ميغابت/ثانية، على الرغم من أن التعريف استخدم سرعة أبطأ في الماضي.